# Premier Guitar
Premier Guitar è una rivista mensile statunitense per chitarristi, la più venduta in Statunitense e Europa.

## Storia
Premier Guitar debuttò ufficialmente nel luglio 2007. Premier Guitar fornisce ai lettori tablature di genere metal, rock, folk, country, blues e jazz, recensioni di equipaggiamenti e interviste con vari artisti. Nei suoi 10 anni di storia, Premier Guitar ha intervistato gran parte dei più famosi chitarristi di genere rock, compresi Pete Townshend (The Who), Ron Wood (Rolling Stones), Joe Perry (Aerosmith), Guthrie Govan, Brent Hinds e Bill Kelliher (Mastodon), Dave Mustaine e Chris Broderick (Megadeth) e liutaio Yuri Landman.
L'attuale presidente della rivista è Shawn Hammond. 